# Thomas Hertog
Thomas Hertog (Leuven, 27 de maio de 1975) é um físico belga. É professor da Katholieke Universiteit Leuven.

## Publicações selecionadas
- Gravitational Wave Bursts from Cosmic Superstrings with Y-junctions, P. Binetruy, A. Bohe, T. Hertog, D. Steer, Phys. Rev. D80 (2009) 123510 [arXiv:0907.4522[hep-th]].
- Towards a Big Crunch Dual, T. Hertog, G.T. Horowitz, JHEP 0407 (2004) 073 [arXiv:hep-th./04061 34].
- Brane New World, S.W. Hawking, T. Hertog, H.S. Reall, Phys. Rev. P62 (2000) 043501 [arXiv:hep-th/0003052].